# ギャレット・ウェズリー (初代モーニントン伯爵)

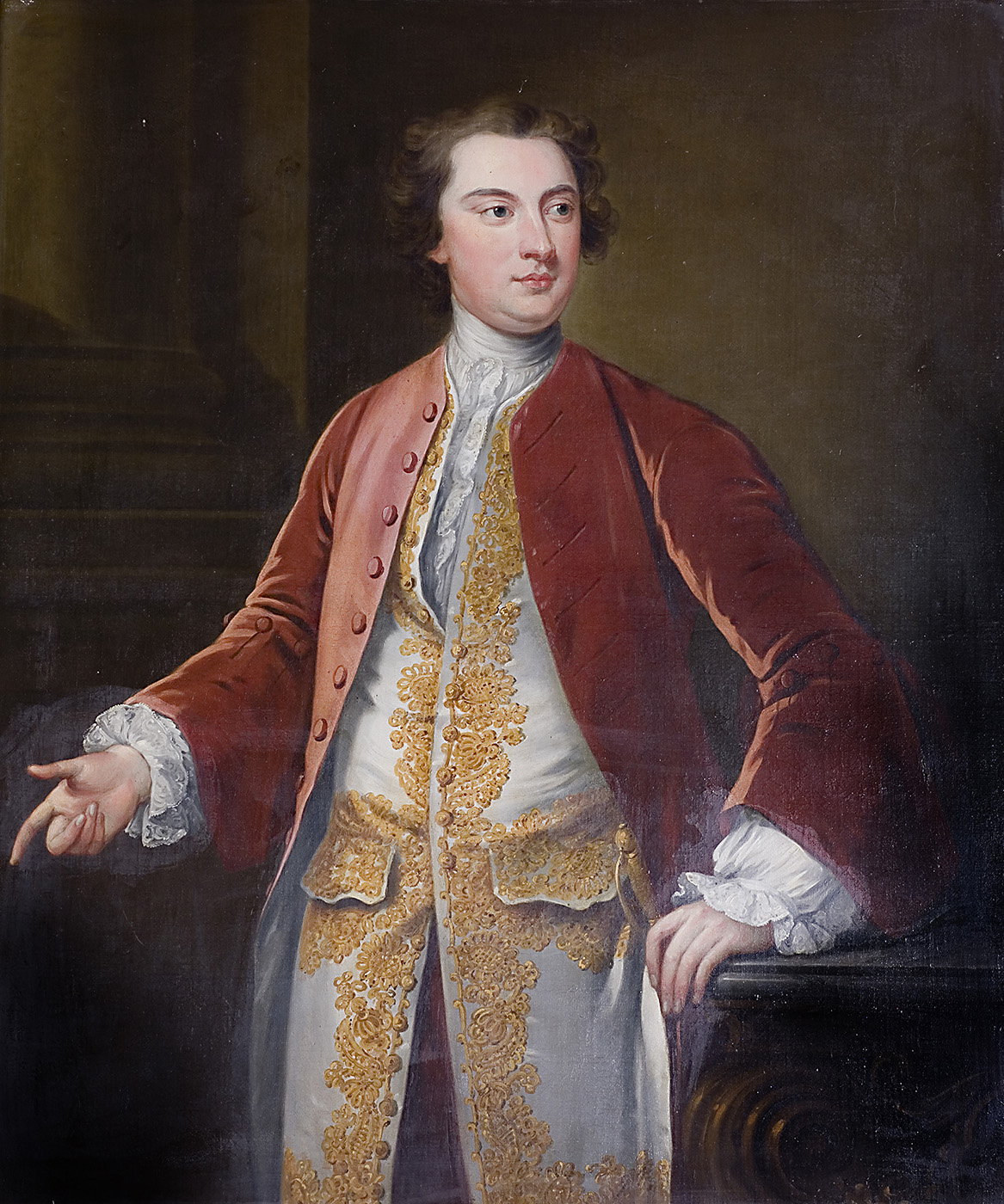
初代モーニントン伯爵

初代モーニントン伯爵ギャレット・コリー・ウェズリー（英: Garret Colley Wesley, 1st Earl of Mornington、1735年7月19日 - 1781年5月22日）は、アイルランドの貴族、音楽家。
初代ウェリントン公爵アーサー・ウェルズリーの父にあたる。

## 経歴
1735年7月19日に後に初代モーニントン男爵となるリチャード・ウェズリーとその妻エリザベス（Elizabeth、旧姓セール（Sale）、1738年6月17日没、ジョン・セールの娘）の間の長男として生まれる。
ダブリン大学トリニティ・カレッジを卒業。1754年にB.A.、1757年にM.A.学位を受けた。音楽の才能があり、1764年7月7日には音楽博士号を受けた。その1週間後の1764年7月14日に同大学初の音楽教授に任命され、1774年6月7日に辞任した。辞任の数日後、トリニティ・カレッジのプロヴォストであるフランシス・アンドルーズが死去、後任のジョン・ヒーリー＝ハチンソンは音楽教授を任命しなかった。トリニティ・カレッジで音楽教授が再び任命されるのは数十年後の1845年となった。
1757年から1758年までトリム選挙区から選出されてアイルランド議会庶民院議員を務めた。
1758年1月31日に父が死去すると、モーニントン男爵位を継承した。さらに1760年10月2日にアイルランド貴族であるミーズ県におけるモーニントン伯爵とダンガン城のウェルズリー子爵に叙せられた。伯爵位を与えられたのは彼の音楽の才能にジョージ3世が感心したことによるという。
フリーメイソンで活躍し、トリム・ロッジNo.494のマスターを務めた後、1776年から1777年にかけてアイルランド・グランドロッジのグランドマスターとなった
1776年9月にはアイルランド枢密院の枢密顧問官となった。
1781年5月22日にロンドンのケンジントンで死去した。爵位は長男リチャード・ウェルズリーが継承した。

## 爵位
1758年1月31日の父の死により以下の爵位を継承した。
- ミーズ県におけるモーニントンの第2代モーニントン男爵 (2nd Baron Mornington, of Mornington in the County of Meath)
(1746年7月9日の勅許状によるアイルランド貴族爵位)

1760年10月2日に以下の爵位を新規に叙される。
- 初代モーニントン伯爵 (1st Earl of Mornington)
(勅許状によるアイルランド貴族爵位)
- ミーズ県におけるダンガン城の初代ウェルズリー子爵 (1st Viscount Wellesley, of Dangan Castle in the County of Meath)
(勅許状によるアイルランド貴族爵位)

## 家族
1759年2月6日、初代ダンガノン子爵アーサー・ヒル＝トレヴァーの娘アン（1831年9月10日没）と結婚。彼女との間に以下の6子を儲ける。
- 第1子(長男) リチャード・ウェルズリー（1760年6月20日 – 1842年9月26日） - 第2代モーニントン伯爵位を継承。その後、ウェルズリー侯爵に叙される[1]。
- 第2子(次男) ウィリアム・ウェルズリー＝ポール（英語版）（1763年5月20日 – 1845年2月22日） - 第3代モーニントン伯爵位を継承[1]。
- 第3子(三男) アーサー・ウェルズリー（1769年4月29日 – 1852年9月14日） - 初代ウェリントン公爵に叙される。第6代モーニントン伯爵アーサー・リチャード・ウェルズリーの父[1]。
- 第4子(四男)ジェラルド・ヴァレリアン・ウェルズリー（1770年12月7日 – 1848年10月24日） - 1802年6月2日、エミリー・メアリー・カドガン（Emily Mary Cadogan、1839年12月22日没、初代カドガン伯爵チャールズ・スローン・カドガンの長女）と結婚、子供あり[1]
- 第5子(五男)ヘンリー・ウェルズリー（英語版） (1773–1847) - カウリー男爵（英語版）に叙される。
- 第6子(長女)アン・ウェルズリー（英語版）（1844年12月16日没） - ヘンリー・フィッツロイ閣下（Hon. Henry Fitzroy、1794年3月19日没）と結婚。1799年8月2日、チャールズ・カリング・スミス（英語版）（1853年5月26日没）と再婚[1]